# Rikskommissariat
Rikskommissariat (tyska: Reichskommissariat) var Nazitysklands myndigheter och administrativa regioner som upprättades i de ockuperade delarna i östra och norra Europa under andra världskriget. 
Nio olika rikskommissariat planerades och de skulle sträcka sig från den Engelska kanalen och Norges kust till Centralasien och Kina. På grund Tysklands misslyckande i kriget blev endast fem av dessa upprättade.  

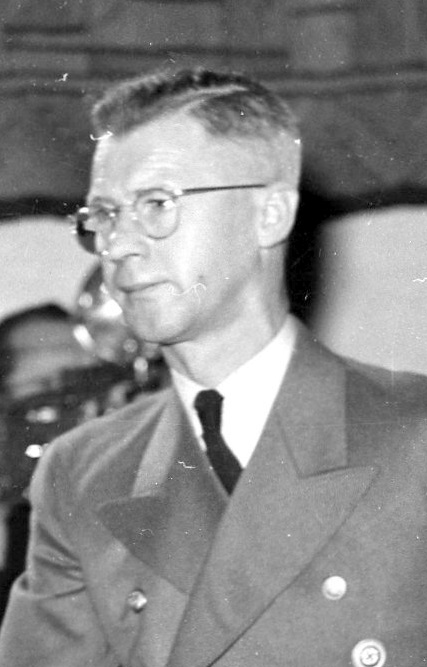
Josef Terboven, Norges rikskommissarie från 1940 till 1945

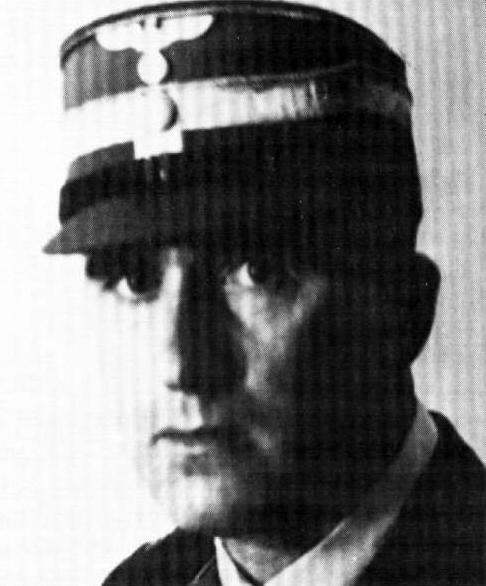
Siegfried Kasche, Rikskommissariatet Moskoviens föreslagna rikskommissarie

## Rikskommissariaten
- Rikskommissariatet Norge
- Rikskommissariatet Nederländerna
- Rikskommissariatet Belgien-Nordfrankrike
- Rikskommissariatet Ostland
- Rikskommissariatet Ukraina
- Rikskommissariatet Don-Volga (realiserades inte)
- Rikskommissariatet Moskovien (realiserades inte)
- Rikskommissariatet Kaukasien (realiserades inte)
- Rikskommissariatet Turkestan (realiserades inte)

## Lista över rikskommissarier
- Josef Terboven — Rikskommissariatet Norge
- Arthur Seyss-Inquart — Rikskommissariatet Nederländerna
- Josef Grohé — Rikskommissariatet Belgien-Nordfrankrike
- Hinrich Lohse — Rikskommissariatet Ostland
- Erich Koch — Rikskommissariatet Ukraina